# Ryōyū Kobayashi
Ryōyū Kobayashi (japanisch 小林 陵侑, Kobayashi Ryōyū; * 8. November 1996 in Hachimantai) ist ein japanischer Skispringer. Seine bisher größten Erfolge sind der Gewinn der Goldmedaille auf der Normalschanze und der Silbermedaille auf der Großschanze bei den Olympischen Winterspielen 2022, der Gewinn des Skisprung-Gesamtweltcups 2018/19 und 2021/22 sowie der Sieg bei der Vierschanzentournee 2018/19, bei welcher er alle vier Springen für sich entscheiden konnte (Grand Slam). 2021/22 und 2023/24 gewann Kobayashi die Vierschanzentournee zum zweiten und dritten Mal.
Er hält seit April 2024 den inoffiziellen Skiflugweltrekord, welchen er mit einem Flug auf 291 Meter auf einer provisorischen Schanze in Island aufstellte. Der Rekord wird vom internationalen Skiverband FIS nicht anerkannt, da der Sprung weder an einem offiziellen Wettkampf noch auf einer offiziellen Skifluganlage erfolgte.

## Werdegang
Ryōyū Kobayashi kam durch seinen Vater, einen Sportlehrer, zum Skispringen und begann seine Profikarriere im Rahmen zweier FIS-Springen am 1. und 3. März 2013 in Sapporo, bei denen er 26. und 30. wurde.
Seine nächsten Wettbewerbe bestritt er jedoch erst wieder im September 2013 im Rahmen des FIS Cups auf dessen Station in Râșnov, hierbei belegte er den siebten und den ersten Platz und gewann damit gleich seinen ersten Wettbewerb. 2014 und 2015 gewann er die Junioren-Nordische-Kombination des japanischen Nationalen Sportfests. In der Saison 2014/15 debütierte Kobayashi schließlich im Continental Cup bei zwei Springen am 16. und 17. Januar 2015 in Sapporo und belegte hier die Plätze 22 und 26.
Sein Weltcupdebüt gab Kobayashi in der Saison 2015/16 am 23. Januar 2016 beim Mannschaftswettbewerb in Zakopane, wo er mit der japanischen Mannschaft den achten Platz belegte. Am Folgetag ging er erstmals in einem Einzelwettbewerb im Weltcup an den Start und belegte den siebten Rang. Bei den Nordischen Junioren-Skiweltmeisterschaften 2016 in Râșnov gewann Kobayashi sowohl im Einzel die Bronzemedaille als auch die Bronzemedaille im Teamwettbewerb mit Masamitsu Itō, Yūken Iwasa und Naoki Nakamura. Im Mixed-Teamwettbewerb wurde er Sechster. Er beendete seine Debüt-Saison im Weltcup als 42. der Gesamtwertung mit 55 Punkten.
Am 16. Juli 2016 debütierte Kobayashi in Courchevel im Sommer-Grand-Prix, wo er als Fünfter auf Anhieb in die besten Zehn sprang und auch seine ersten Punkte holte. Am Ende des Sommers belegte er, nach zwei weiteren Top-Ten-Platzierungen in Hakuba, den 14. Platz in der Gesamtwertung. Die guten Leistungen aus seiner Debüt-Saison und dem zurückliegenden Sommer konnte Kobayashi im Winter der Saison 2016/17 nicht bestätigen. Er kam im Weltcup nicht über Rang 33 in Ruka hinaus und blieb somit ohne Weltcuppunkt. Bei den Nordischen Skiweltmeisterschaften 2017 in Lahti kam er nur im Mannschaftsspringen zum Einsatz, bei dem er mit der japanischen Mannschaft den siebten Rang belegte.
Am 27. August 2017 sprang er in Hakuba erstmals auf das Podest in einem Sommer-Grand-Prix-Springen. Er wurde Zweiter hinter seinem Bruder Junshirō. Im darauffolgenden Winter konnte er wieder bessere Leistungen erzielen, auch im Weltcup. Am 25. November 2017 erzielte er zusammen mit Taku Takeuchi, Noriaki Kasai und Junshirō Kobayashi im Mannschaftsspringen als Dritter seine erste Podestplatzierung im Weltcup. Bei der Skiflug-Weltmeisterschaft 2018 in Oberstdorf belegte er den 16. Platz in Einzel.
Im Februar 2018 nahm er an den Olympischen Winterspielen in Pyeongchang teil. Er startete bei allen drei Wettkämpfen. Im Einzelwettbewerb auf der Normalschanze belegte er den siebten Platz und im Einzelwettbewerb auf der Großschanze den zehnten Platz und wurde damit jeweils bester Japaner. Im Mannschaftsspringen auf der Großschanze wurde er Sechster. Während der gesamten Saison sprang er regelmäßig in die Punkteränge im Weltcup und erreichte am 4. März 2018 in Lahti seine bis dahin beste Weltcup-Einzelplatzierung als Sechster. Mit 187 Punkten und Rang 24 im Gesamtweltcup verbesserte er sein Ergebnis aus seiner Debüt-Saison 2015/16.
Zum Auftakt der Weltcup-Saison 2018/19 erreichte er beim Springen in Wisła als Dritter seinen ersten Podestplatz. Eine Woche später erzielte er am 24. und 25. November 2018 in Kuusamo sowie am 2. Dezember 2018 in Nischni Tagil seine ersten drei Weltcupsiege im Einzel. Nach einem weiteren Tagessieg in Engelberg gewann er die Vierschanzentournee 2018/19. Dabei gelang es ihm als drittem Springer – nach Sven Hannawald bei der Tournee 2001/02 und Kamil Stoch in der Vorsaison – alle vier Einzelspringen einer Tournee für sich zu entscheiden. Mit dem sechsten Triumph nacheinander am 12. Januar 2019 im Val di Fiemme stellte er den Rekord für die meisten Weltcupsiege in Serie ein. Bei den Weltmeisterschaften 2019 in Seefeld in Tirol gewann er mit seinen Mannschaftskameraden Yukiya Satō, Daiki Itō und Junshirō Kobayashi die Bronzemedaille im Mannschaftsspringen. In den Einzelwettbewerben belegte er die Plätze vier (Großschanze) und 14 (Normalschanze). Von der Normalschanze hatte er im ersten Durchgang noch geführt, litt aber im zweiten Durchgang unter dem einsetzenden Schneefall, der die Anfahrtspur der Toni-Seelos-Olympiaschanze extrem verlangsamte, was insbesondere die führenden Springer des ersten Durchgangs benachteiligte.
Im abschließenden Mixed-Teamwettbewerb wurde er mit der japanischen Mannschaft Fünfter. Obwohl er beim Weltcupspringen in Oslo im Rahmen der Raw Air 2019 nur den fünften Platz belegen konnte, vergrößerte er damit seinen Vorsprung in der Gesamtweltcupwertung, in der er damit uneinholbar auf dem ersten Platz rangierte. Kobayashi ist der erste Nicht-Europäer, der den Gesamtweltcup gewinnen konnte. Durch Siege im Einzel in Trondheim und beim Prolog des Skifliegens in Vikersund, zweite Plätze beim Mannschaftsspringen in Oslo, den Prologen in Lillehammer und Trondheim sowie beim Skifliegen in Vikersund und einen dritten Platz beim Springen in Lillehammer konnte er am Ende mit 2,9 Punkten Vorsprung vor dem Österreicher Stefan Kraft, der bis zum letzten Wettbewerb geführt hatte, erstmals die Raw Air gewinnen.
Am 19. Februar 2021 gewann er in Râșnov nach der Disqualifikation von Halvor Egner Granerud seinen 18. Weltcup und überholte damit Noriaki Kasai als den Japaner mit den meisten Weltcupsiegen im Skispringen überhaupt.
Am 6. Januar 2022 gewann Kobayashi zum zweiten Mal die Vierschanzentournee mit drei Tagessiegen bei den ersten drei Springen. Mit einem fünften Platz beim letzten Wettbewerb in Bischofshofen verpasste er nur knapp die historische Möglichkeit, zweimal alle vier Springen der Vierschanzentournee zu gewinnen.
Bei den Olympischen Winterspielen 2022 in Peking wurde er im Einzelwettbewerb von der Normalschanze Olympiasieger, von der Großschanze Zweiter, mit dem japanischen Mixed-Team Vierter und mit der Mannschaft von der Großschanze Fünfter.
In der Saison 2021/22 erreichte Ryōyū Kobayashi insgesamt acht Weltcupsiege sowie drei weitere Podestplatzierungen und konnte so ein zweites Mal die Skisprung-Weltcup-Gesamtwertung für sich entscheiden.
In der Folgesaison 2022/23 war Kobayashi bei insgesamt 3 Weltcupspringen erfolgreich. Im Rahmen der Nordischen Skiweltmeisterschaften 2023 in Planica gewann er die Silbermedaille von der Großschanze. Nach Ende der Saison gab Kobayashi bekannt, die Firma Tsuchiya Home und deren Betriebsmannschaft Tsuchiya Home Ski Team zu verlassen, dessen Teamchef und Spielertrainer Noriaki Kasai ist, und sein eigenes Team Team Roy zu gründen. Im neuen Team wird er seit Sommer 2023 wieder persönlich von Janne Väätäinen trainiert. Der Finne, der von 2011 bis 2019 beim Tsuchiya Home Ski Home als Clubcoach angestellt war, hatte Kobayashi bereits von 2015 bis 2019 trainiert und gilt als sein Mentor sowie einer der Gründe seines Erfolgs.
Die Skisprungsaison 2023/24 startete für Kobayashi eher durchwachsen. Bei den ersten acht Weltcupspringen landete er nur beim ersten Springen in Klingenthal auf dem Podest und wurde Dritter. Seine Leistung verbesserte sich aber bei der darauf folgenden Vierschanzentournee 2023/24, wo er in allen Springen den zweiten Platz belegte und so die Gesamtwertung gewinnen konnte. Damit feierte Kobayashi seinen dritten Tourneesieg; vorher hatten lediglich fünf andere Springer gleich viele oder mehr Tourneegesamtsiege erreicht. Kobayashi ist der erste Skispringer nach Janne Ahonen (1998/99), der ohne einen Tagessieg die Vierschanzentournee gewann, und der erste Springer, der dabei ausschließlich zweite Plätze belegt hat.
Am 24. April 2024 bestritt Kobayashi in Island zusammen mit seinem Trainer Janne Väätäinen einen PR-Auftritt für den österreichischen Sponsor Red Bull. Auf einer provisorischen Flugschanze in der Nähe von Akureyri landete er nach Angaben der Veranstalter einen Flug auf 291 Meter, fast 40 Meter weiter als der bestehende Skiflugweltrekord. Die neue Bestleistung wird vom internationalen Skiverband FIS jedoch nicht als Weltrekord anerkannt.

## Sprungstil
Als Ryōyū Kobayashis Stärke gilt sein präziser und kraftvoller Absprung, der es ihm ermöglicht, sein Sprungsystem schnell aufzubauen.

## Privates
Ryōyū Kobayashi hat einen älteren Bruder, Junshirō (* 1991), eine ältere Schwester, Yuka (* 1994), sowie einen jüngeren Bruder, Tatsunao (* 2001), die ebenfalls als Skispringer aktiv sind.
Er bezeichnete sich selbst in einem Interview als „Neo-Japaner“, ohne genau auszuführen, was er damit meint. In den Medien werden seine öffentlichen Auftritte, etwa das emotionale Jubeln, als Abweichung von der traditionellen japanischen Zurückhaltung gedeutet.

## Erfolge

### Weltcupsiege im Einzel
| Nr. | Datum             | Ort                    | Typ           |
| --- | ----------------- | ---------------------- | ------------- |
| 01. | 24. November 2018 | Kuusamo                | Großschanze   |
| 02. | 25. November 2018 | Kuusamo                | Großschanze   |
| 03. | 02. Dezember 2018 | Nischni Tagil          | Großschanze   |
| 04. | 16. Dezember 2018 | Engelberg              | Großschanze   |
| 05. | 30. Dezember 2018 | Oberstdorf             | Großschanze   |
| 06. | 01. Januar 2019   | Garmisch-Partenkirchen | Großschanze   |
| 07. | 04. Januar 2019   | Innsbruck              | Großschanze   |
| 08. | 06. Januar 2019   | Bischofshofen          | Großschanze   |
| 09. | 12. Januar 2019   | Predazzo               | Großschanze   |
| 10. | 02. Februar 2019  | Oberstdorf             | Flugschanze   |
| 11. | 17. Februar 2019  | Willingen              | Großschanze   |
| 12. | 14. März 2019     | Trondheim              | Großschanze   |
| 13. | 24. März 2019     | Planica                | Flugschanze   |
| 14. | 15. Dezember 2019 | Klingenthal            | Großschanze   |
| 15. | 22. Dezember 2019 | Engelberg              | Großschanze   |
| 16. | 29. Dezember 2019 | Oberstdorf             | Großschanze   |
| 17. | 13. Februar 2021  | Zakopane               | Großschanze   |
| 18. | 19. Februar 2021  | Râșnov                 | Normalschanze |
| 19. | 25. März 2021     | Planica                | Flugschanze   |
| 20. | 27. November 2021 | Kuusamo                | Großschanze   |
| 21. | 12. Dezember 2021 | Klingenthal            | Großschanze   |
| 22. | 19. Dezember 2021 | Engelberg              | Großschanze   |
| 23. | 29. Dezember 2021 | Oberstdorf             | Großschanze   |
| 24. | 01. Januar 2022   | Garmisch-Partenkirchen | Großschanze   |
| 25. | 05. Januar 2022   | Bischofshofen          | Großschanze   |
| 26. | 29. Januar 2022   | Willingen              | Großschanze   |
| 27. | 27. Februar 2022  | Lahti                  | Großschanze   |
| 28. | 20. Januar 2023   | Sapporo                | Großschanze   |
| 29. | 22. Januar 2023   | Sapporo                | Großschanze   |
| 30. | 26. März 2023     | Lahti                  | Großschanze   |
| 31. | 14. Januar 2024   | Wisła                  | Großschanze   |
| 32. | 12. März 2024     | Trondheim              | Normalschanze |
| 33. | 15. Februar 2025  | Sapporo                | Großschanze   |
| 34. | 16. Februar 2025  | Sapporo                | Großschanze   |
| 35. | 13. März 2025     | Oslo                   | Großschanze   |

### Grand-Prix-Siege im Einzel
| Nr. | Datum           | Ort         | Typ         |
| --- | --------------- | ----------- | ----------- |
| 01. | 24. August 2018 | Hakuba      | Großschanze |
| 02. | 25. August 2018 | Hakuba      | Großschanze |
| 03. | 23. August 2019 | Hakuba      | Großschanze |
| 04. | 24. August 2019 | Hakuba      | Großschanze |
| 05. | 2. Oktober 2021 | Klingenthal | Großschanze |

## Statistik

### Weltcup-Platzierungen
| Saison  | Platz | Punkte |
| ------- | ----- | ------ |
| 2015/16 | 42.   | 0055   |
| 2017/18 | 24.   | 0187   |
| 2018/19 | 01.   | 2085   |
| 2019/20 | 03.   | 1178   |
| 2020/21 | 04.   | 0919   |
| 2021/22 | 01.   | 1621   |
| 2022/23 | 05.   | 1065   |
| 2023/24 | 02.   | 1673   |
| 2024/25 | 09.   | 0910   |

### Vierschanzentournee-Platzierungen
| Saison  | Platz | Punkte |
| ------- | ----- | ------ |
| 2016/17 | 43.   | 0305,3 |
| 2017/18 | 22.   | 0815,9 |
| 2018/19 | 01.   | 1098,0 |
| 2019/20 | 04.   | 1096,0 |
| 2020/21 | 06.   | 1032,5 |
| 2021/22 | 01.   | 1162,3 |
| 2022/23 | 18.   | 0879,1 |
| 2023/24 | 01.   | 1145,2 |
| 2024/25 | 15.   | 1023,5 |

### Raw-Air-Platzierungen
| Saison | Platz | Punkte |
| ------ | ----- | ------ |
| 2017   | 39.   | 0939,4 |
| 2018   | 11.   | 2140,1 |
| 2019   | 01.   | 2461,5 |
| 2020   | 02.   | 1154,5 |
| 2022   | 03.   | 1162,9 |
| 2023   | 04.   | 2724,4 |
| 2024   | 12.   | 1930,8 |
| 2025   | 03.   | 1178,3 |

### Grand-Prix-Platzierungen
| Saison | Platz | Punkte |
| ------ | ----- | ------ |
| 2016   | 14.   | 0165   |
| 2017   | 15.   | 0149   |
| 2018   | 07.   | 0294   |
| 2019   | 04.   | 0261   |
| 2021   | 08.   | 0180   |
| 2022   | 15.   | 0080   |
| 2023   | 22.   | 0092   |
| 2024   | 34.   | 0072   |

### Schanzenrekorde
| Schanze (Hillsize)                       | Ort           | Land               | Weite   | aufgestellt am    | Rekord bis        |
| ---------------------------------------- | ------------- | ------------------ | ------- | ----------------- | ----------------- |
| Rukatunturi-Schanze (HS142)              | Ruka          | Finnland           | 147,5 m | 25. November 2018 | 26. November 2022 |
| Gross-Titlis-Schanze (HS140)             | Engelberg     | Schweiz            | 144,0 m | 16. Dezember 2018 | aktuell           |
| Dal-Ben-Skisprungschanze (HS135)         | Val di Fiemme | Italien            | 136,0 m | 12. Januar 2019   | aktuell           |
| Toni-Seelos-Olympiaschanze (HS109)       | Seefeld       | Österreich         | 108,5 m | 28. Februar 2019  | 2. März 2019      |
| Toni-Seelos-Olympiaschanze (HS109)       | Seefeld       | Österreich         | 113,0 m | 2. März 2019      | aktuell           |
| Letalnica bratov Gorišek (HS240)         | Planica       | Slowenien          | 252,0 m | 24. März 2019     | 30. März 2025     |
| Große Olympiaschanze Lake Placid (HS128) | Lake Placid   | Vereinigte Staaten | 136,0 m | 11. Februar 2023  | aktuell           |
| Bloudkova velikanka (HS102)              | Planica       | Slowenien          | 101,0 m | 24. Februar 2023  | 25. Februar 2023  |